# Berliner Fußballmeisterschaft 1921/22
Die Berliner Fußballmeisterschaft 1921/22 war die elfte unter dem Verband Brandenburgischer Ballspielvereine (VBB) ausgetragene Berliner Fußballmeisterschaft. Die Meisterschaft wurde in dieser Saison in zwei Gruppen zu je zehn bzw. elf Mannschaften im Rundenturnier im Hin- und Rückspiel ausgetragen. Die beiden Gruppensieger spielten dann im Finale um die Berliner Fußballmeisterschaft. Am Ende konnte der SV Norden-Nordwest das Finale gegen den SC Union Charlottenburg gewinnen, wurde zum ersten Mal Berliner Fußballmeister und qualifizierte sich dadurch für die deutsche Fußballmeisterschaft 1921/22. Nach einem 1:0-Erfolg über den FC Viktoria Forst im Viertelfinale erreichten die Berliner das Halbfinale, bei dem sie nach einer 0:1-Niederlage gegen den Titelverteidiger 1. FC Nürnberg ausschied.
Die Liga wurde zu dieser Saison um neun Mannschaften erweitert. Am Saisonende stiegen die drei schlechtesten Mannschaften der Gruppe A und die zwei schlechtesten Mannschaften der Gruppe B ab.

## Gruppe A
| Pl. | Verein                        | Sp. | S  | U | N  | Tore    | Quote | Punkte |
| --- | ----------------------------- | --- | -- | - | -- | ------- | ----- | ------ |
| 1.  | SV Norden-Nordwest            | 20  | 13 | 3 | 4  | 035:210 | 1,67  | 29:11  |
| 2.  | Vorwärts 90 Berlin (M)        | 20  | 13 | 3 | 4  | 044:230 | 1,91  | 29:11  |
| 3.  | Spandauer SV (N)              | 20  | 11 | 1 | 8  | 035:360 | 0,97  | 23:17  |
| 4.  | SC Wacker Tegel (N)           | 20  | 10 | 3 | 7  | 025:310 | 0,81  | 23:17  |
| 5.  | BTuFC Union 1892              | 20  | 9  | 4 | 7  | 041:300 | 1,37  | 22:18  |
| 6.  | BFC Alemannia 90              | 20  | 9  | 3 | 8  | 049:340 | 1,44  | 21:19  |
| 7.  | Minerva 93 Berlin             | 20  | 8  | 4 | 8  | 032:310 | 1,03  | 20:20  |
| 8.  | BBC Brandenburg 1892 (N)      | 20  | 9  | 2 | 9  | 030:300 | 1,00  | 20:20  |
| 9.  | Berliner Tennis-Club Borussia | 20  | 8  | 2 | 10 | 039:360 | 1,08  | 18:22  |
| 10. | SC Tasmania Neukölln (N)      | 20  | 4  | 6 | 10 | 038:490 | 0,78  | 14:26  |
| 11. | BSC Bavaria 09 (N)            | 20  | 0  | 1 | 19 | 008:550 | 0,15  | 01:39  |

| (M) | Titelverteidiger |
| (N) | Aufsteiger       |

Entscheidungsspiel Platz 1:
|                    | Gesamt |                    | Hinspiel | Rückspiel |
| ------------------ | ------ | ------------------ | -------- | --------- |
| Vorwärts 90 Berlin | 2:4    | SV Norden-Nordwest | 1:2      | 1:2       |

## Gruppe B
| Pl. | Verein                    | Sp. | S  | U | N  | Tore    | Quote | Punkte |
| --- | ------------------------- | --- | -- | - | -- | ------- | ----- | ------ |
| 1.  | SC Union Charlottenburg   | 18  | 14 | 2 | 2  | 057:240 | 2,38  | 30:60  |
| 2.  | BTuFC Viktoria 1889 (N)   | 18  | 10 | 3 | 5  | 042:270 | 1,56  | 23:13  |
| 3.  | SC Union Oberschöneweide  | 18  | 10 | 2 | 6  | 037:210 | 1,76  | 22:14  |
| 4.  | BFC Preußen               | 18  | 7  | 4 | 7  | 031:360 | 0,86  | 18:18  |
| 5.  | Berliner SV 1892          | 18  | 6  | 6 | 6  | 032:380 | 0,84  | 18:18  |
| 6.  | VfB Pankow                | 18  | 7  | 3 | 8  | 021:220 | 0,95  | 17:19  |
| 7.  | BFC Hertha 1892           | 18  | 8  | 1 | 9  | 024:260 | 0,92  | 17:19  |
| 8.  | Potsdamer Sport-Union (N) | 18  | 7  | 2 | 9  | 031:410 | 0,76  | 16:20  |
| 9.  | Berliner FV 1910 (N)      | 18  | 3  | 6 | 9  | 017:310 | 0,55  | 12:24  |
| 10. | BFC Nord 1908 (N)         | 18  | 2  | 3 | 13 | 021:470 | 0,45  | 07:29  |

| (N) | Aufsteiger |

## Finale Berliner Fußballmeisterschaft
Das Hinspiel fand am 10. Mai 1922, das Rückspiel am 14. Mai 1922 statt.
|                                             | Gesamt |                                                  | Hinspiel | Rückspiel |
| ------------------------------------------- | ------ | ------------------------------------------------ | -------- | --------- |
| SV Norden-Nordwest (Gruppensieger Gruppe A) | 5:2    | SC Union Charlottenburg (Gruppensieger Gruppe B) | 4:2      | 1:0       |